# Antonino Cassarà
Antonino „Ninni” Cassarà (ur. 7 maja 1947 w Palermo, zm. 6 sierpnia 1985 tamże) – zastępca szefa Squadra Mobile z Palermo, komisarz policji i bliski współpracownik sędziego Giovanni Falcone.

## Życiorys
13 lipca 1982 roku przekazał włoskiemu wymiarowi sprawiedliwości poufny raport „Greco + 161”, w którym zaproponował jak najszybsze aresztowanie najgroźniejszych 162 mafiosów odpowiedzialnych za wielokrotne zabójstwa i międzynarodowy handel narkotykami (głównie heroiną). Listę otwierał Michele Greco.
Pomimo braków kadrowych (pracownicy zarabiali mniej niż 1000 dolarów) i niedostatecznego wyposażenia siedziby (brakowało komputerów, nie istniała żadna baza danych) komisarzowi udało się poznać wiele tajemnic mafii. W tym najbardziej pomogli mu sami ludzie mafii (informatorzy):
- Salvatore „Totuccio” Contorno (zawodowy zabójca; zob. Maksiproces – Pentiti). Zarejestrowany pod pseudonimem „Prima Luce” (Pierwsze Światło);
- Ignazio Lo Presti – zarejestrowany jako „Ambrosiano”. Członek rodziny Passo di Rigano. Zaginął bez wieści (tzw. biała śmierć) po wyjściu z więzienia w sierpniu 1981 roku [1].

Przyszło mu pracować w trudnym i niebezpiecznym okresie (toczyła się wówczas brutalna i bezwzględna wielka wojna klanów). Sama siedziba Squadra Mobile (specjalne siły policyjne) w Palermo sprawiała przygnębiające wrażenie (brak tylnego wyjścia, z ulicy bez przeszkód można było obserwować kto wchodzi i wychodzi z budynku).
Cassarà zdobył wiedzę na temat heroinowego imperium mafii (produkcja – przemyt – handel), wiedział o problemach wewnątrz CUPOLI, gasnącej pozycji Stefano Bontate’go i wzrostu potęgi Luciano Leggio.
Odkrył, że Corleonesi są nowymi przywódcami mafii sycylijskiej, którzy zyskali nowych sprzymierzeńców (równie groźnych i niebezpiecznych) z Katanii. Katania okazała się obok Palermo nowym centrum handlu heroiną. To tutaj Cavalieri Carmelo Constanzo zdobyli ogromne wpływy polityczne, hojnie wspierali partie wchodzące w skład rządu w Rzymie.
Raport komisarza trafił na ręce sędziego Rocco Chinnici’ego, szefa miejskiego urzędu śledczego w Palermo oraz prefekta Carlo Alberto Dalla Chiesy.
Antonino „Ninni” Cassarà w swoim raporcie wskazał, że Giuseppe Di Cristina (Klan Riesi, zabity w 1978 roku) był ostatnim bossem mafii sycylijskiej zamordowanym przed wybuchem Wielkiej Wojny Klanów.
Uzyskał informacje (od Francesca Mafary – manager handlowy Cupoli), że obie zwaśnione strony (Luciano Leggio – Inzerillo i Bontate) zakupowały broń (karabiny AK-47, pistolety maszynowe, kamizelki kuloodporne) w Libanie wraz z ładunkami morfiny. Za zarobione pieniądze palestyńscy przemytnicy mieli później finansować swoją wojnę na Bliskim Wschodzie.
Wskazał na zaangażowanie mafii sycylijskiej (Stefano Bontate i Salvatore Inzerillo) w Atlantic City w plany rozwoju gier hazardowych (zalegalizowane w Atlantic City w 1978 roku) wraz z rozbudową sieci hoteli i dyskotek, Inzerillo miał mieć dla siebie 20% zysków.
Antonino „Ninni" odkrył kulisy „pięćdziesięciokilogramowego ładunku heroiny”, który należał do ludzi Leggio i który sprzedał Amerykanom Inzerillo. (zob. wielka wojna klanów – Geneza).
W czasie gdy jednocześnie trwały dwa wielkie procesy: Maksiproces w Palermo i Proces Pizza Connection na Manhattanie, komisarz Cassarà – jako prawa ręka Falcone w Squadra Mobile – spędził kilka dni w Stanach Zjednoczonych, odwiedził siedzibę FBI w Queens. Pomagał amerykańskim agentom (policjantom) w tłumaczeniu mafijnego sycylijskiego języka (żargonu). Brał udział w obserwacji i podsłuchiwaniu pizzerii „Al Dente” należącej do Sala Catalano i Giuseppe Ganci’ego.
Zginął zastrzelony przed swoim domem 6 sierpnia 1985 roku (wraz z policyjnym agentem Roberto Antiochia) przez 10 uzbrojonych w AK-47 zamachowców.
Jego raport „Greco + 161” stanowił podstawę dla aktu oskarżenia w Maksiprocesie.